# Džakó Numata
Džakó Numata (japonsky 沼田麝香, Numata Džakó) také známá jako Maria Hosokawa (japonsky 細川 マリア, Hosokawa Maria; 1544 – 4. září 1618) byla japonská šlechtična z období Sengoku. Byla první manželkou Fudžitaky Hosokawy a matkou Tadaokiho Hosokawy. Nejvíce se proslavila, když doprovázela manžela a bojovala po jeho boku při obléhání hradu Tanabe, během vojenského tažení Sekigahara.

## Život
Džakó byla dcerou Micukaneho Numaty, pána z hradu Kumagawa v provincii Wakasa, který byl vazalem klanu Ašikaga. Kolem roku 1563 se provdala se za Fudžikatu Hosokawu a v roce 1563 porodila syna Tadaokiho. Pod vlivem své snachy Gracii Hosokawy, konvertovala ke křesťanství. V roce 1600 se Išida Micunari, velitel Západní armády v bitvě u Sekigahary, pokusil vzít Gracii jako rukojmí. Vazal rodiny Gracii zabil a spolu se zbytkem rodiny spáchali seppuku a vypálili sídlo. Tento incident Džakó velmi zasáhl. Později, když západní armáda dosáhla brány hradu Tanabe, odvážně bojovala po boku své rodiny při obléhání.

### Obléhání hradu Tanabe
Klan Hosokawa na straně Iejasu Tokugawy (Východní armáda) proti Išidovi Micunarimu (Západní armáda) něhem rozhodujícího vojenského tažení Sekigahara.
Během obléhání hradu Tanabe se zde nacházelo pouze 500 vojáků z Východní armády, kteří bránili hrad před 15 000 vojáky Západní armády. Džakó měla při obléhání důležitou roli. V noci si oblékla svou zbroj a obcházela muže na hlídce, aby je povzbudila. Také vytvořila diagram praporů těch nepřátelských jednotek, které buď střílely vysoko, aby nikoho nezasáhly nebo střílely z mušket nabitých pouze s prachem.
Generál, který obléhání velel, choval k manželovi Džakó hlubokou úctu. Kvůli tomu chyběl útoku bojový duch obvyklý při samuraiských obléhání – útočníci se bavili střílením do zdí z děl naplněných pouze střelným prachem. Fudžitaka Hosokawa složil zbraně teprve po nařízení císaře Go-Józeie.To se však odehrálo 19 dní před bitvou u Sekigahary a ani on, ani útočníci se do bitvy nemohli zapojit.
Po vítězství Východní armády v Sekigahaře byla Džakó a její rodina odměněna a pochválena Tokugawou.

### Pozdější život
Po bitvě u Sekigahary se klan Hosokawa stal jedním z věrných klanů šogunátu Tokugawa. Její syn Tadaoki Hosokawa byl odměnen lénem v provincii Buzen a vydal se sloužit Tokugawovi při obléhání Ósaky. Džakó přežila celé období válčících států. Zemřela 16. července 1618 ve věku 75 let, tři roky po obléhání Ósaky. Její hrobka se nachází v chrámu Nanzendži v Kjótu.

## V kultuře
- Objevila se jako generická hratelná postava v herní sérii Samurai Warriors 4 Empires.